# Iris edomensis
Iris edomensis là một loài thực vật có hoa trong họ Diên vĩ. Loài này được Sealy miêu tả khoa học đầu tiên năm 1949 publ. 1950.